# 七堵車站
七堵車站位於臺灣基隆市七堵區，為臺灣鐵路公司縱貫線北段的鐵路車站。是西部幹線對號快車的主要起、終點站，不僅是七堵區的交通樞紐，七堵車站也是東部幹線對號列車和東部幹線加班直達對號列車次要的停靠站。由此可知七堵車站在東部幹線和西部幹線位置上的重要性。七堵車站至南港車站之間的路段現今已增建第三條路軌（實際並未直接進入南港站月臺，在南港逆行進站前恢復為雙線），舒緩早已過載的運量。

## 車站概要
七堵車站是清代鐵路的中途站，1891年在本站現址設立八堵站。日治時期總督府將清代鐵路改線後，木造站房則於1903年建造，1899年八堵車站設立之後，站名改稱七堵（日语：／ Shichito ? ）。戰後1966年台鐵局在七堵車站設立七堵調車場，由於站場不敷使用，將本站分割成前後兩站，原站作為停靠北上列車的「前站」，在東邊距700m的:89長興里另興建的停靠南下列車「後站」:20，前後站之間互不相通。因這個局面經常造成旅客的不便，在臺鐵地下化工程七堵調車場整建計畫中，將前後站進行合併，並在後站站址改建新站房及月臺，於2007年啟用，前站則遭到廢止，且配合台鐵大改點後本站正式取代松山車站成為西部幹線對號列車的起點和終點。

### 客運

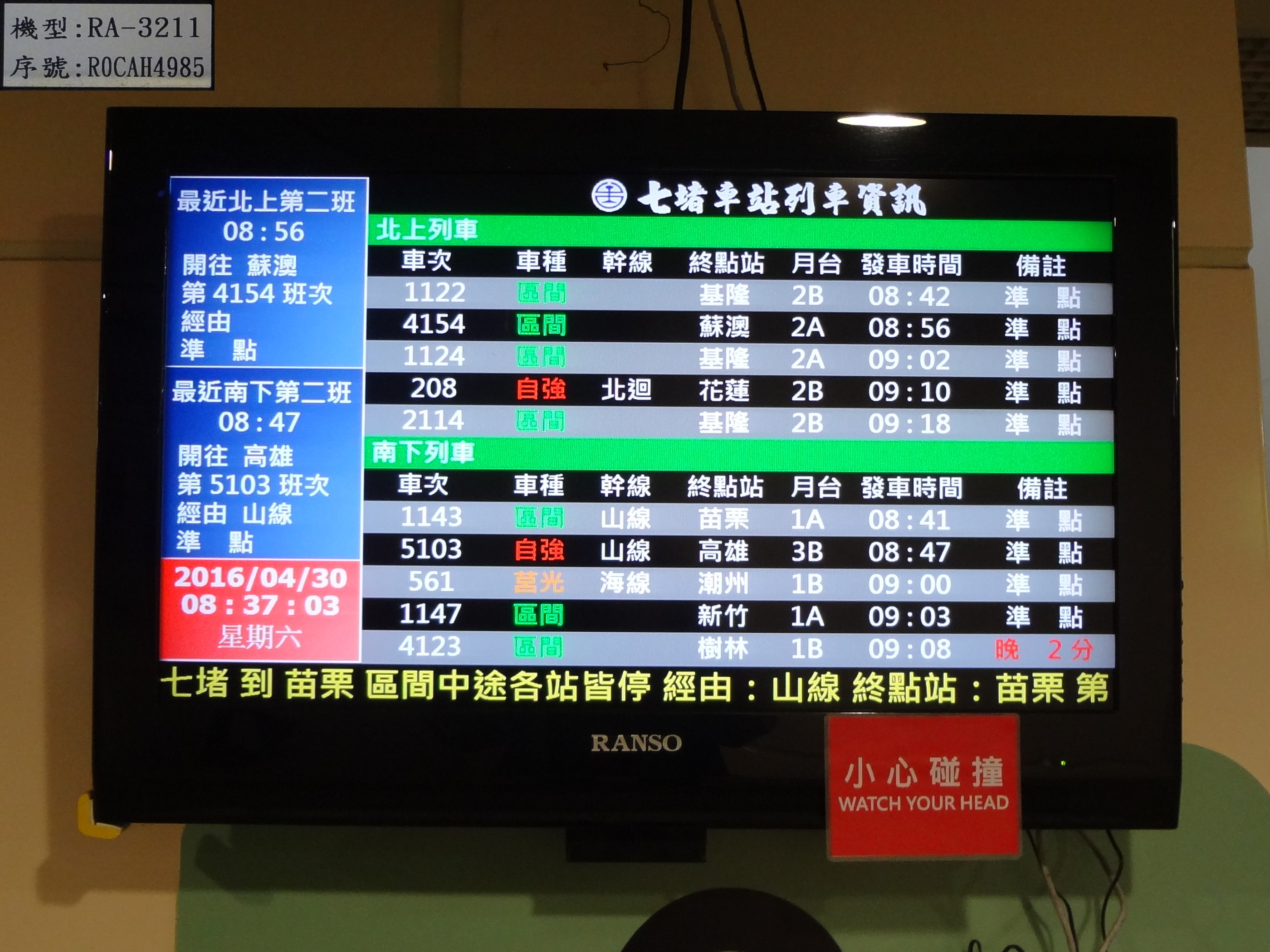
列車資訊顯示器

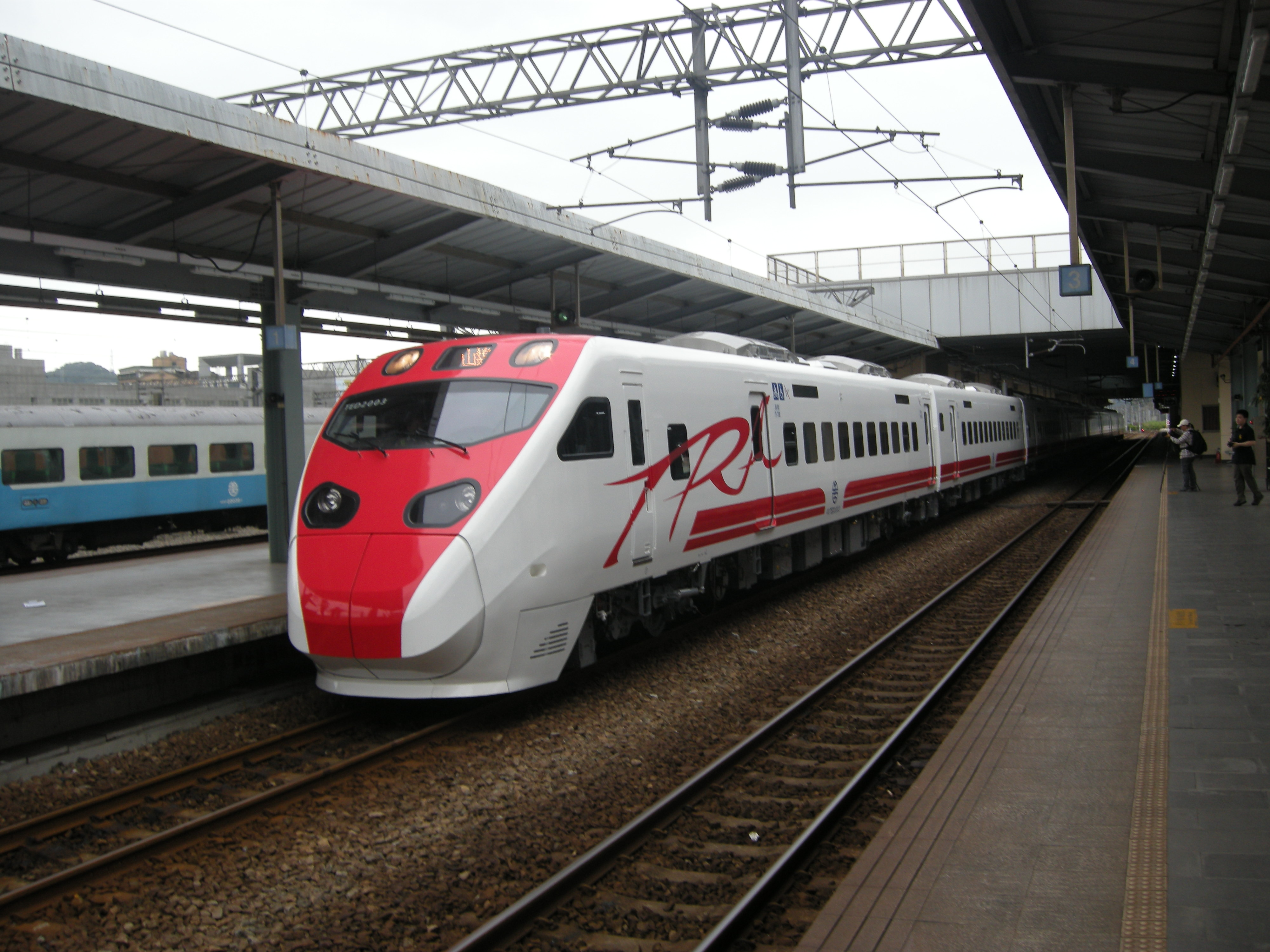
站內的TEMU2000

目前為一等站。為台鐵局縱貫線對號快車（自強號列車、莒光號）的主要發車起點和終點車站，為東西部幹線跨線之對號快車的駕駛司機員交接與交班車站，並且為基隆市旅客轉乘宜花東大站。
早期只停靠停靠平快車與普通車，且因七堵地區人口稀少，故乘客不多。1972年至1979年6月間，實施鐵路電氣化，施工期間影響行車運轉，列車延誤致部份旅客流失。又因1978年國道一號通車，造成雙重衝擊，長途旅客大幅下降。為爭取客源，於1984年增停復興號。近年來因高速公路擁擠，及新購電車加入營運，旅客數量有所回升。2005年8月3日改點，南港調車場停用後，西部幹線對號列車改由本站到開，惟此時多數班次並未於本站辦理客運，對號列車客運起終點仍為松山（少數為汐止）。2007年七堵~八堵間三軌化竣工，自此前站裁撤。南下、北上列車分別停靠前、後站造成搭車不便之現象因而解決。同時新站啟用後，增停多班對號列車。2008年起新站第一月台啟用，且隔年接下來陸陸續續4個月台開放使用。2008同年配合鐵路局調整列車時刻大改點，西部幹線對號快車列車始發、終點車站正式由松山車站移轉七堵車站，由七堵車站正式取代松山車站。2013年新站西出口啟用。

### 貨運
1960年代七堵地區煤炭盛產，七堵車站運輸貨源以煤為主，銷售至水泥廠與台灣電力公司。煤礦資源由臺灣省礦務局依各煤礦產量分配銷售噸數，再由臺灣鐵路管理局調度總所統籌指定運輸所用的煤斗車。另外也運輸聯華食品七堵廠生產的麥片、軍品與鐵路物料。
1970年代貨物運輸逐漸增加，七堵車站為因應貨櫃運輸，於1973年成立七堵貨櫃站。於七堵~高雄港間行駛貨櫃列車，每日北上、南下計8列次，每列車牽引平車23車，載運40呎貨櫃23只，20呎貨櫃46只。但在國道通車後，部分貨櫃公司將貨櫃轉為船運或公路運輸，使貨物運輸逐漸減少。1980年北迴線通車後，主要運輸水泥、石灰石與矽石。1983年花蓮輪停航後取代其業務，運輸進口大理石與中華紙漿花蓮廠生產的紙漿。

## 車站構造

### 現況

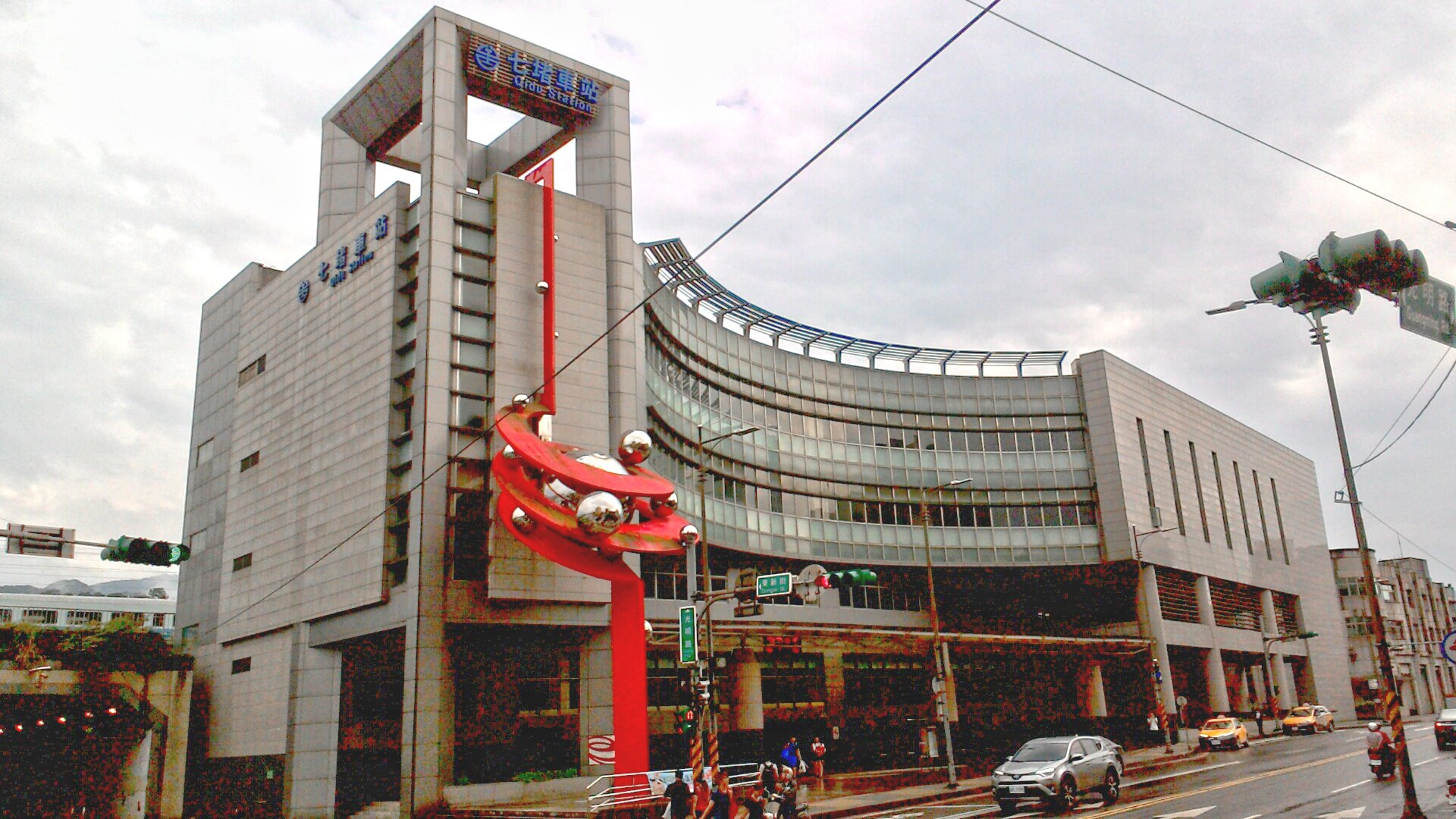
站房西側，前方可見公共藝術作品《世紀樞紐》

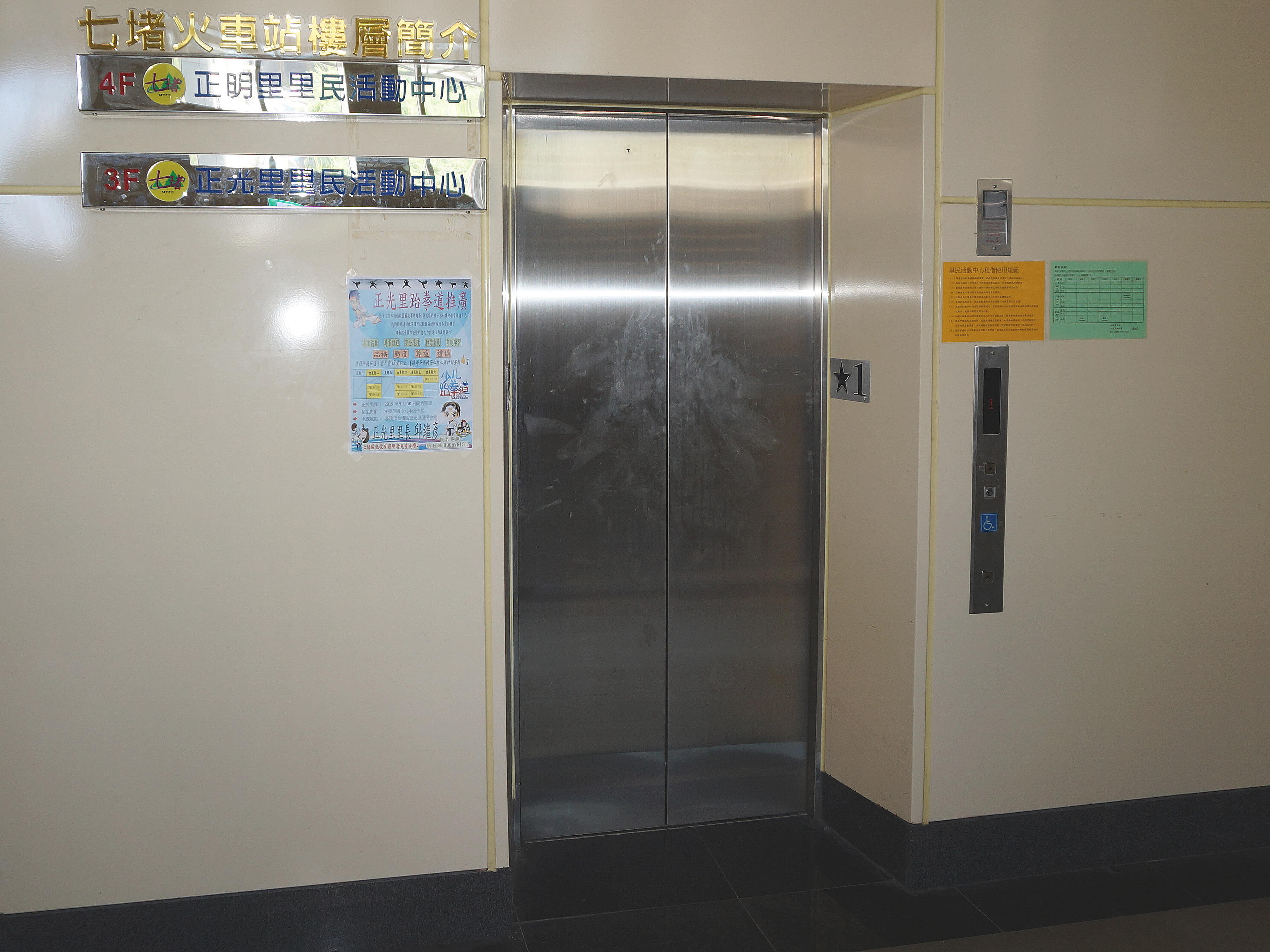
通往正光里、正明里里民活動中心的電梯

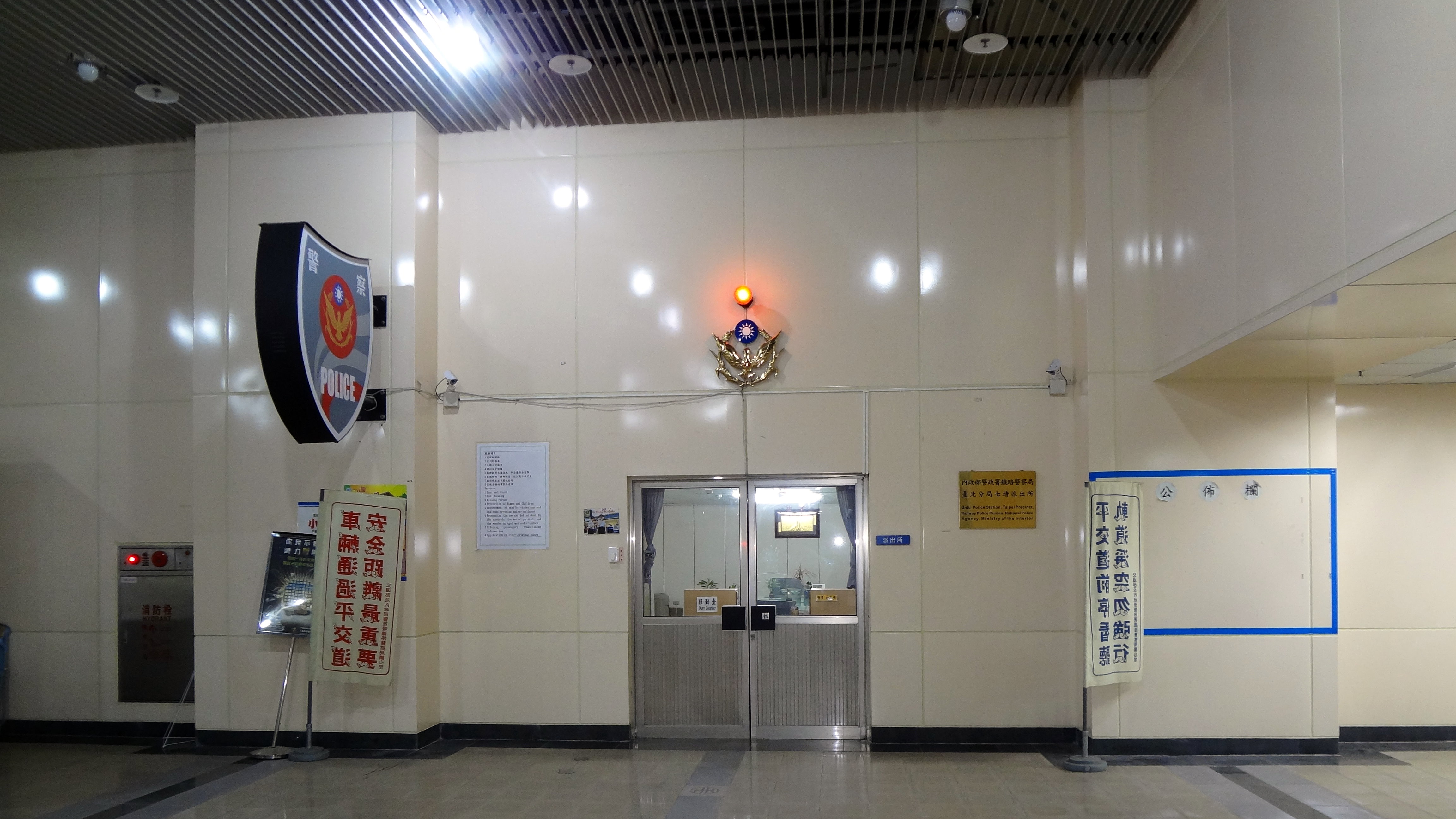
鐵路警察局七堵派出所

#### 站房
七堵車站位於自治街地下道西側，東新街與光明路之間。站房以鋼筋混凝土結構建造，樓高四層，由毅成建設承建。一、二層為售票大廳，三、四層供規劃為正光里、正明里里民活動中心使用，月台層位於第三層。大廳內有鐵路警察局七堵派出所。旅客服務通道內設有服務台與手機充電站，二樓設有閱覽室並展示車站的歷史沿革。因周邊地形有所起伏，車站中心兩側地勢較低，為半路堤式車站，大廳設於月臺區下方。站房西側設置2012年林舜龍公共藝術作品《世紀樞紐》。

#### 七堵調車場
月台區北側為七堵調車場，簡稱「七調」。七堵調車場於1965年開始測量，1968年動工興建，並於1972年竣工使用，主要的業務是對貨運列車實施調度與編組。後因鐵路貨運量需求大減，1990年將七堵車站升為一等站，以便辦理七堵調車場移交事項。同年8月七堵調車場脫離台北運務段管轄，併入七堵車站管理。1994年七堵調車場改建為平面式調車場，陸續拆除駝峰式調車場的設備與號誌樓，同時S400型柴電機車成為作業時的專用車種。南港專案實施後，七堵調車場改以客車調車為主，用以取代南港調車場；貨車調車則萎縮僅剩行控中心以西少數股道，部份轉移至五堵貨場。
七堵調車場啟用時，係採用駝峰調車設備，其特徵為在車場中間有一座隆起的小坡。調車作業設有自動分類裝置及車輛自動減速器，按車輛重量自動調整至其應行減低之速度，每日約能調度2400輛車。而號誌設備均集中在號誌樓內的表示盤上，以便控制場內設備狀態與路線的應用情況，也可減少調車時必須進行的多方聯繫。
貨運列車駛入到達線後，現場工作人員必須經過車截處理，並將貨車種類、號碼、裝載狀況以無線電向車號室報號，計劃人員將列車摘解內容以分解單傳送調度員。貨車發車時，輸送中心將停留分解線群之貨車，依運向別實施過濾計劃，以編組單傳送至編組運轉室，按上、下行別進行編組，此時車長亦需出場，施行列車檢點，並與司機互相通報，並以地上揚聲器通報位於號誌樓副站長，轉報調度員指令開車。
貨運專列到達時，七堵調車場丙工作班即依據編組單，將貨櫃車、軍運列車分別調移至貨櫃、軍事運輸專用線，水泥斗車、砂石車調移至五堵貨場相關股道卸貨。七堵調車場亦辦理貨車修護，每日分中午、傍晚兩次將檢修完畢的貨車調出，並將待修車全數調進，週而復始，每日工作量約50輛左右。
七堵調車場曾保存過許多珍貴的車輛文物，如大物車、R0型柴電機車、花東線LDH200型柴液機車與信大水泥的貨車移動機。:22
七堵車站及七堵調車廠軌道配置圖：

#### 月台

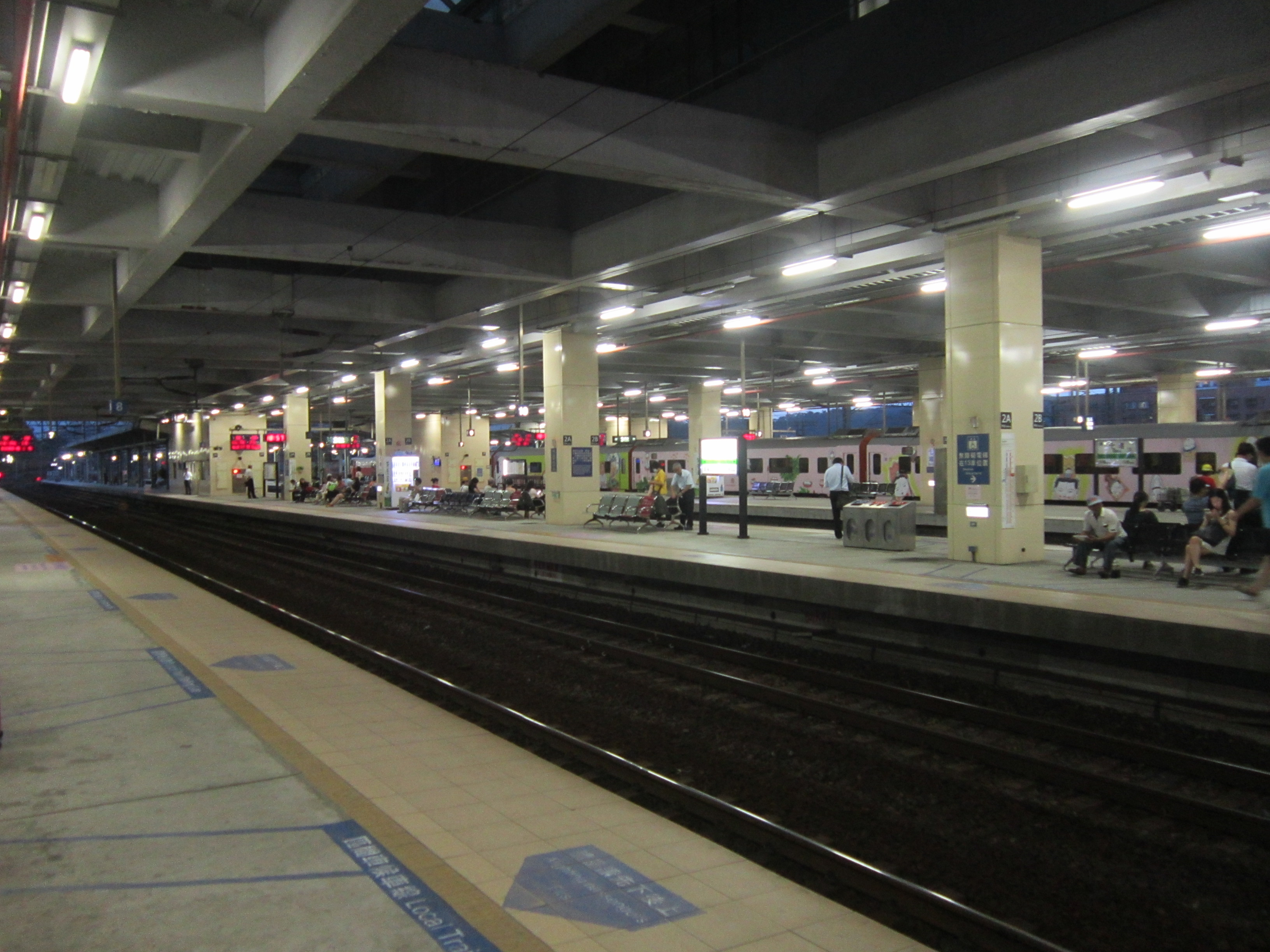
第二月台

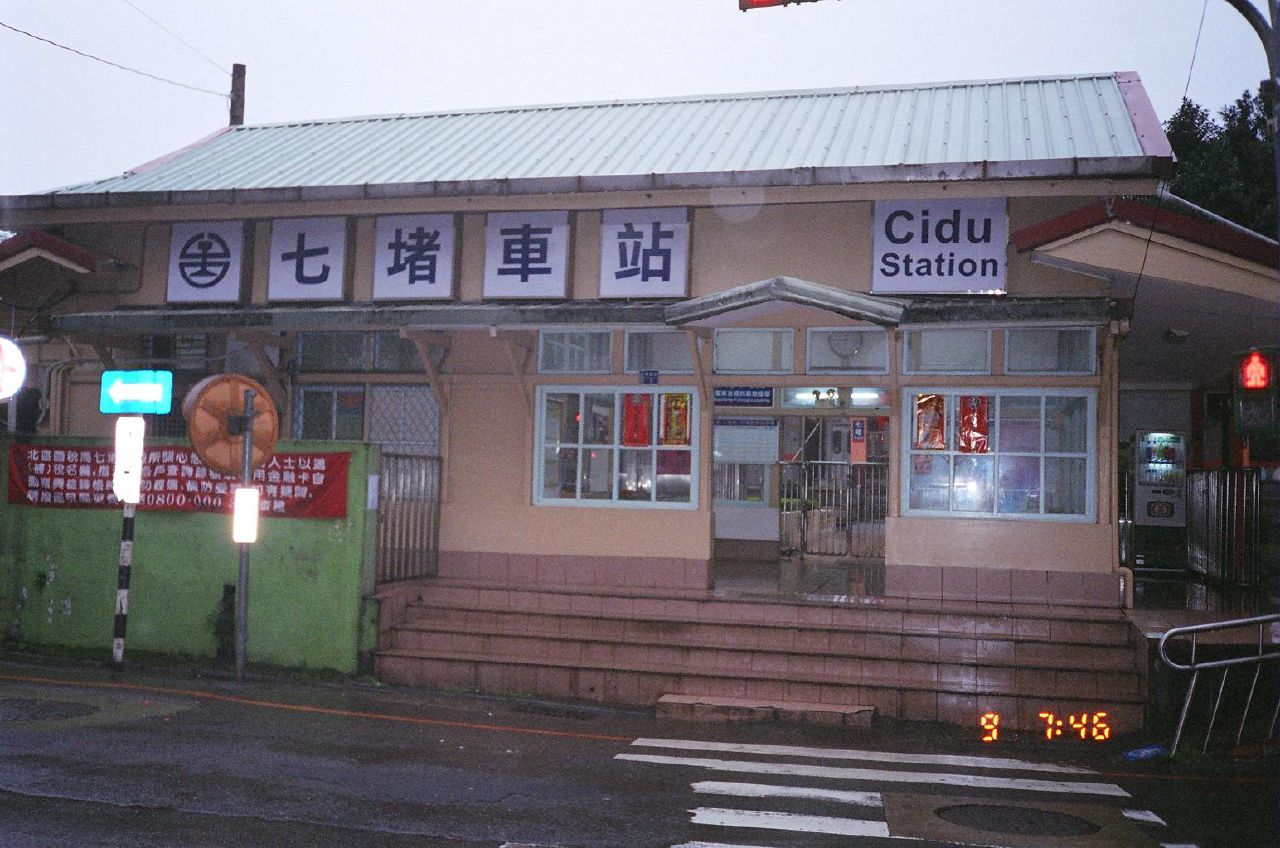
仍在營運時的七堵前站

南港專案後在靠近東出口（原後站）設有島式月臺四座，是臺鐵目前唯一實際擁有4個月臺和具有月臺編號為C的車站。其中第一月台供南下、第二月台供北上列車停靠，南港~七堵間的三軌分別對應1B、2A與2B月台。南下列車主要停靠1B月台，北上往基隆列車及東部幹線待避列車主要停靠2B月台，2A月台則提供列車通過及東部幹線列車停靠。第二月台南端有一小月臺（月臺編號2C），供基隆往返宜蘭線、或平溪線之間的區間車使用。在第一、二月台的通道層有類似馬路的行人專用號誌，平時為綠燈，只有列車發車時變為紅燈。第三月台月台主要是停靠縱貫線始發列車，而以本站為終點的列車也會駛抵第三月台，3A月台順行得拐回主正線，3B月台順行則僅能進入場站。第四月台只有少數列車停靠且順行僅能行駛至場站。

##### 月臺路線配置
| 1 2    | 1A 1B           | ■西部幹線（逆行）                     | 往 臺北、臺中、高雄、屏東、潮州 方向 （包含來自東部幹線的直通列車） |
| 1 2    | 1A 1B           | ■東部幹線（直通逆行）                 | 往 臺北、樹林、臺中、臺南 方向 （從花蓮、臺東上行之列車）           |
| 3 3A 4 | 2A 2C（P3A） 2B | ■西部幹線（順行）                     | 往 八堵、基隆 方向                                                  |
| 3 3A 4 | 2A 2C（P3A） 2B | ■東部幹線（直通順行）                 | 往 宜蘭、蘇澳、花蓮、臺東 方向                                      |
| 3 3A 4 | 2A 2C（P3A） 2B | ■東部幹線（逆行）、往基隆區間車       | 由 宜蘭、蘇澳、花蓮 發車往 基隆 方向                                |
| 3 3A 4 | 2A 2C（P3A） 2B | ■西部幹線（逆行發車）晨間一部分區間車 | 往 臺北、桃園、苗栗 方向                                            |
| 5 6    | 3A 3B           | ■西部幹線（逆行發車）                 | 往 臺北、高雄、屏東 方向                                            |
| 5 6    | 3A 3B           | ■東部幹線（順行）一部分區間車         | 往 宜蘭、蘇澳 方向（限 3A 月台）                                    |
| 5 6    | 3A 3B           | ■東部幹線（逆行）、往基隆區間車       | 由 宜蘭、蘇澳、花蓮 發車往 基隆 方向（限 3A 月台）                  |
| 7 8    | 4A 4B           | ■西部幹線（逆行發車）                 | 往 臺北、苗栗、臺中、高雄 方向                                      |
| 7 8    | 4A 4B           | ■西部幹線（順行到達）                 | 往 小月台（員工月台）、七堵調車場（入庫）方向                       |

### 前、後站時期

#### 七堵前站

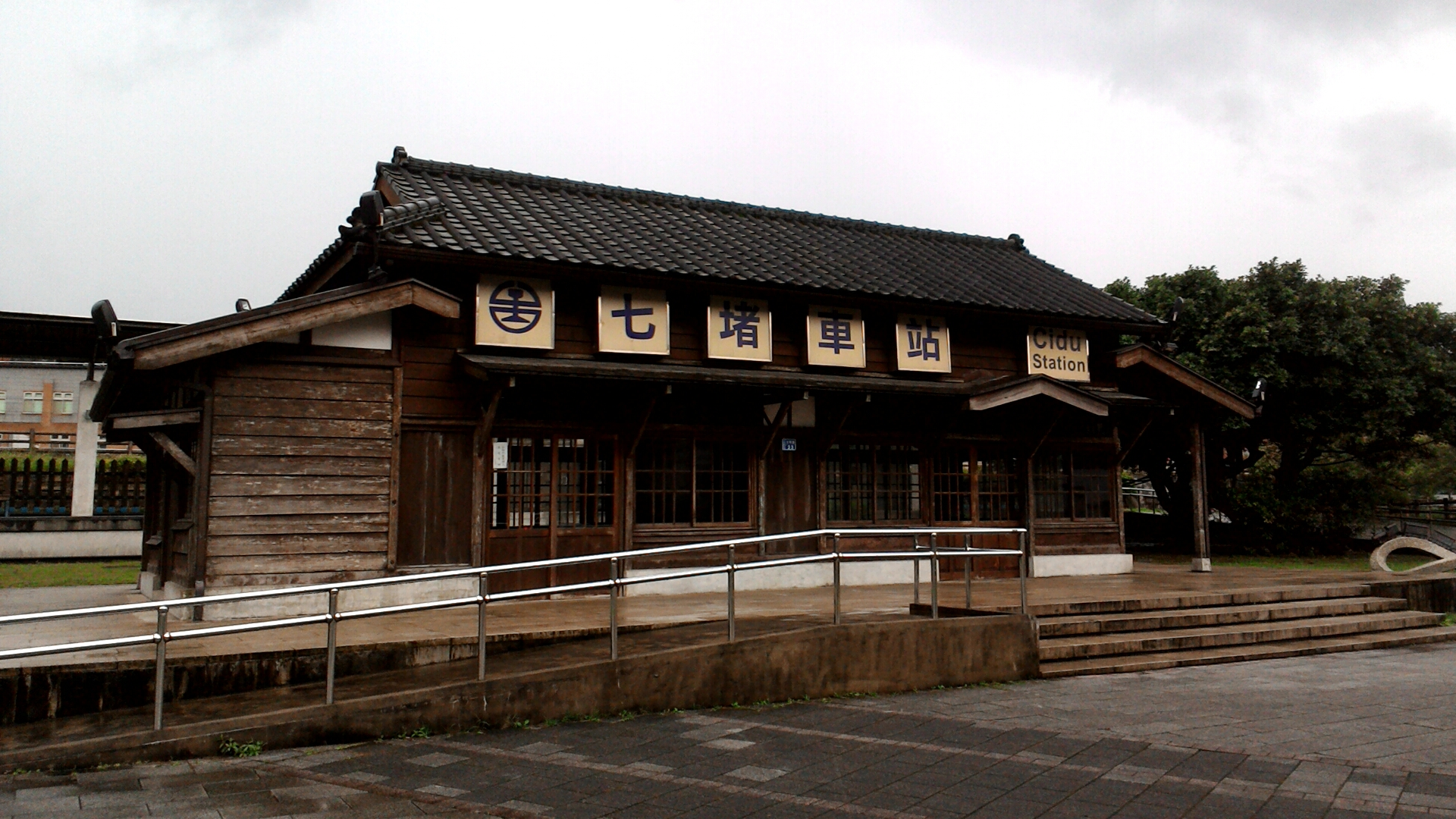
舊站房

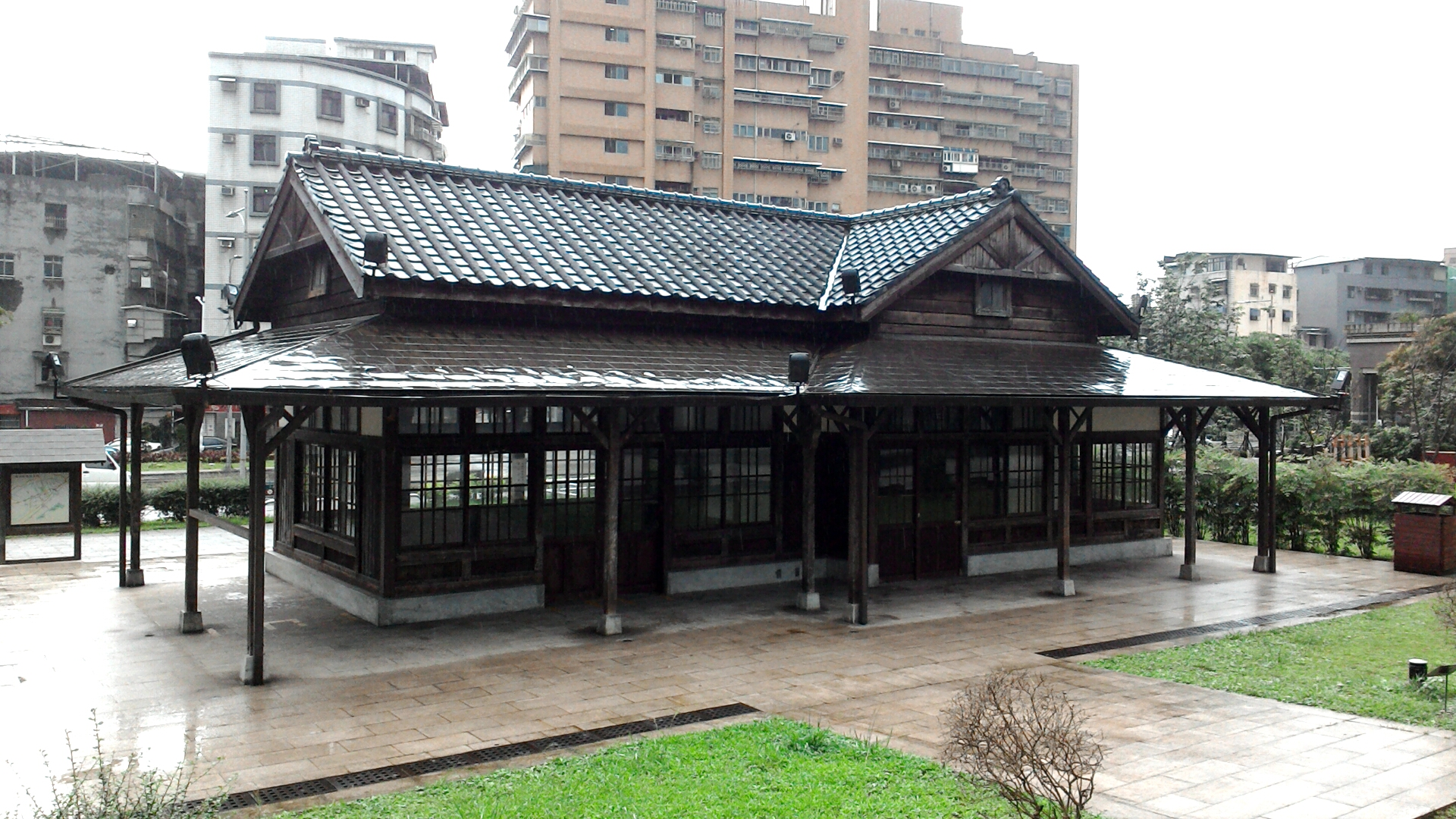
舊站房背面

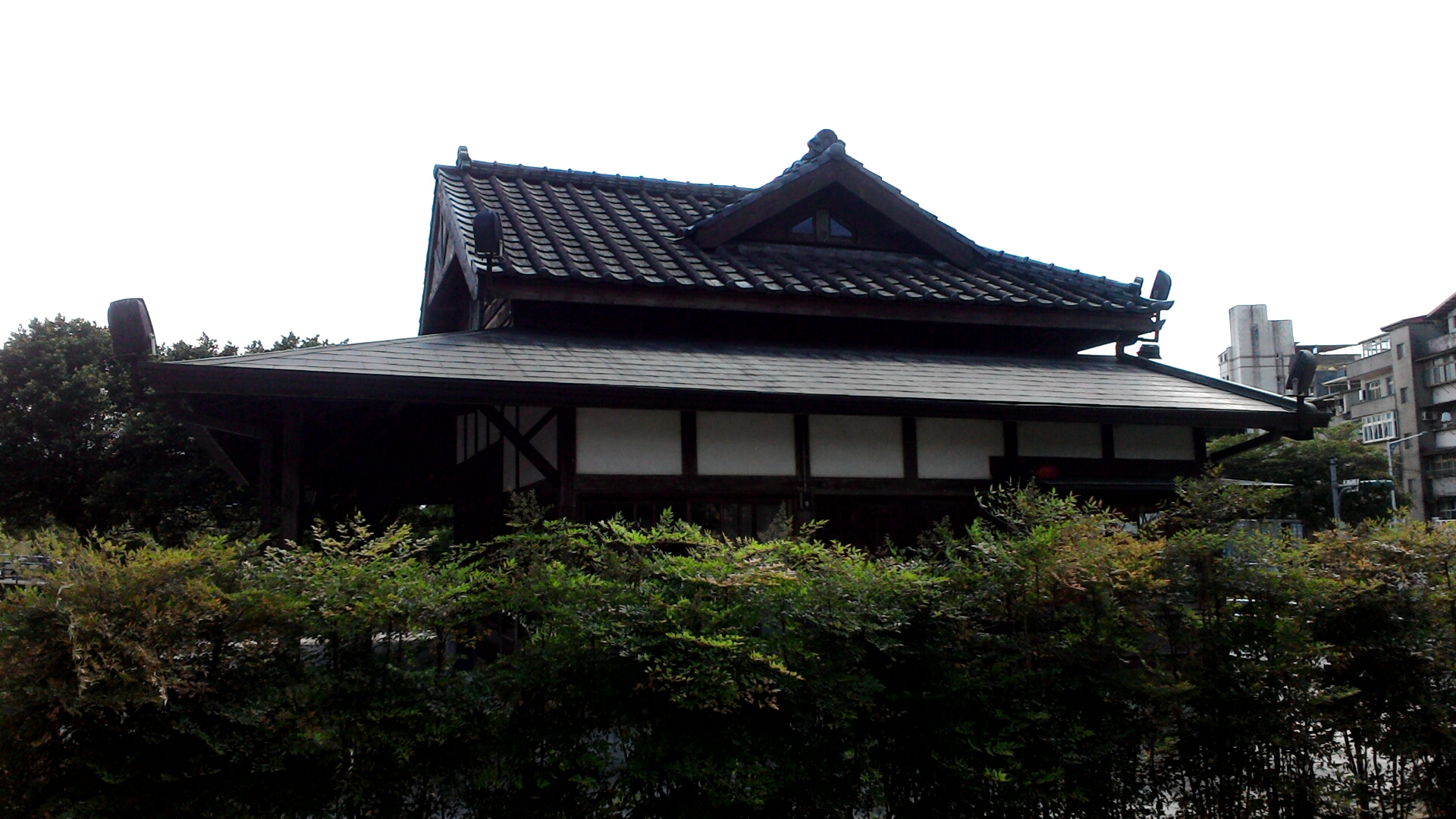
舊站房側邊。可見入母屋造的屋頂形式

七堵前站舊站房原位於基隆市七堵區光明路底。七堵車站改建時，南下與北上的軌道分軌，前站僅通過至基隆與宜蘭線的列車，後2007年停用。停用後的七堵前站移交基隆市文化局，經評估可忠實重組。遂將拆下的建材仔細編號，加上少部分新建材後，北移數公尺依原樣重建:44，門牌為「七堵區光明路23號」。並在周圍興建七堵鐵道公園，建立「七堵鐵道公園」石碑與火車意象造景，並在舊月台南側放置200、300、400與600四種小型貨櫃車。在保留地方文化特色外，更提供遊客一個兼具文化與休憩功能的景點。車站原址則改建為車道涵洞出入口:44:27。2010年7月28日舊站房由基隆市文化局公告為基隆市歷史建築。
舊站房建造的年代不詳，現場解說牌僅稱其為1900年代落成，但另一面解說牌稱站房建於1912年。舊站房為日式木造風格，屬於和洋混合建築，但已開始使用較進步的混凝土、鋼骨與玻璃等材料。既模仿古希臘與古羅馬樣式，也模仿哥德式建築:132；和洋折衷建築出現於1920年~1940年間。外觀以許多大塊的立方體構成。以鋼筋混凝土構成，外表貼面磚。入口牆面略為高起；興亞帝冠建築出現於1940年~1945年間。樣式與折衷建築相似，但頂部配上大尖頂。細部裝飾則具有日本風格；和洋混合建築出現於各個時期。外牆為木製淋雨板，屋頂鋪以黑瓦:176。屋頂覆以木造淋雨板與日式黑瓦:58，具有切妻造的樣式，東側形成入母屋造樣式。偏西的入口上方建有博風板且向兩側延伸屋簷。站房月台側伸出屋簷形成迴廊，並延至西側，加上東側的倉庫空間與入母屋造頂，形成不對稱的外貌。部分牆壁內層用桂竹片編成十字型的籬笆，以黃麻稈固定，然後裹上稻稈與黏土的混合物。分別塗上一層砂與黏土和白灰合成的塗料後，最後在外層塗上白灰與絨麻。窗戶採用日式橫拉窗，開窗面積大，室內採光良好:58。整修後的站房仍保留營運時使用的中、英文站名與鐵路局標誌燈箱。站房原為淺綠色塗裝，經過1995年整修後，外牆改漆為白色。同時黑瓦屋頂換為鐵皮，入母屋造結構遭到破壞，站房外圍的木柵欄亦遭拆除，換成一堵水泥牆，古樸風貌盡失:20、21。站房東側新建的廁所也造成一定的不協調感:20。
站房內部西側為候車室，東側為辦公空間。候車室西側牆壁窗戶上懸掛前站停用前的時刻表，一旁直立掛著舊式的木造書報夾。東側牆壁開通售票口，售票口下伸出平台，上方展示牆壁的建築結構。天花板四個角落皆有通風口。辦公室西側牆壁為售票口內側，同樣延伸出平台，且下方附有四個抽屜與櫥櫃。東側則有兩個儲藏室。屋頂故意不鋪設天花板，展示由七組洋小屋組桁架構成的屋頂結構。
停用前的七堵前站具島式月台一座，在月台與站房間無天橋與地下道，必須跨越鐵軌乘車:21。站房連接月台的通道搭有遮雨棚（不包括跨越鐵軌的部分），兩側有花圃裝飾。

#### 七堵後站

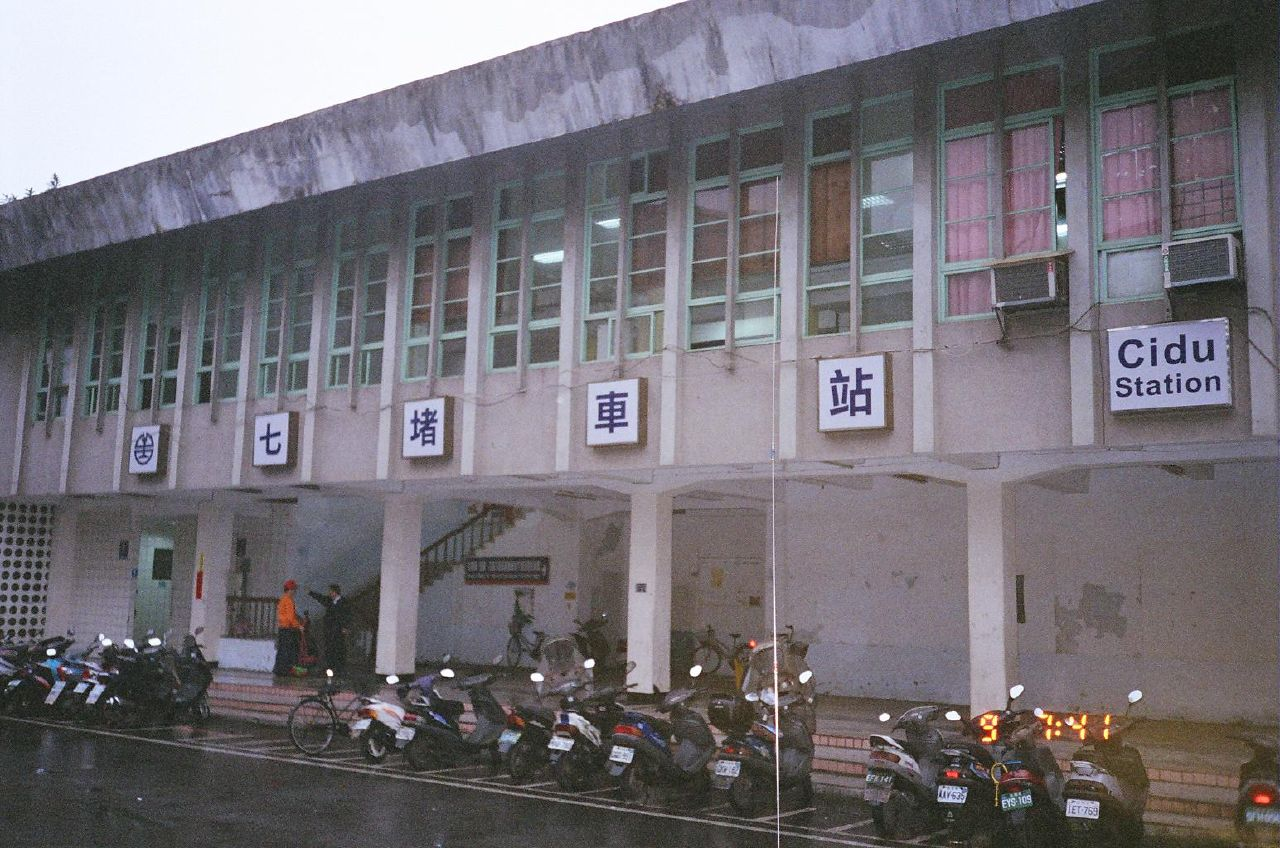
七堵後站

1972年七堵調車場啟用後，鐵路局將七堵車站分拆為前、後站，其中七堵後站用以停靠南下列車。七堵後站於1970年開工興建，1971年完工啟用，同年2月南下、北上列車臨時遷移至後站營運，1972年北上列車遷回前站營運，前、後站業務正式分拆。後站站房為具傾斜屋頂的灰色水泥建築。因鐵路路基較道路為高，旅客必須由一樓進出車站，上二樓購票後至三樓月台搭車，為一座島式月臺。
2005年七堵調車場改建完成，同時南下列車也改為行經新站房，北上列車則暫時不變。七堵後站隨之停用，並於8月將站房拆除。並在長興地下道內設置臨時出入口。

## 歷史

### 清代
- 光緒十三年（1887年）福建臺灣巡撫劉銘傳由於商務與軍事考量[19][6]:8，且為建造台灣省城時便於運輸建材[19]，上《擬興修臺灣鐵路摺》[6]:9，奏請清政府興建台北至台南的鐵路。
  - 5月20日成立全台鐵路商務總局，並立即動工[6]:9由台北至基隆鐵路[6]:8，是繼唐胥鐵路後中國第二條官辦鐵路[20]:45。同時發行鐵路股票至南洋招募基金[5]:74。
- 十七年（1891年）10月20日基隆~水返腳（今汐止）段鐵路通車，於七堵前站站址設八堵站。
- 十九年（1893年）福建臺灣巡撫邵友濂因資金不足與工程艱鉅[20]:45，中止鐵路鋪設至台南的計畫[5]:73。
  - 1月23日台北至新竹段鐵路通車。雞籠~新竹段鐵路總長106.1km[5]:73，每日僅往返兩班列車。[5]:9

### 日本統治時期
- 明治二十八年（1895年）甲午戰爭時清兵為阻擋日軍前進而破壞鐵路，後日軍南下時陸續進行搶修[21]。6月9日基隆至臺北的鐵路恢復運轉，作為軍事運輸之用[22]:54。9月臨時臺灣鐵道隊抵達基隆[10]:117。
- 明治二十九年（1896年）臨時臺灣鐵道隊鑑於清朝所建的鐵路蜿蜒迂迴，將劉銘傳鐵路大幅改線[17]:150。7月公布民眾乘車許可[10]:117。於基隆~新竹段每日往返兩班列車，後增加為往返四班[5]:79。
- 明治三十年（1897年）5月26日在原八堵站址設立七肚驛[13]:27，為乙等站。恢復貨運業務。8月11日恢復客運業務。基隆~台北間每日往返三班列車，中午則配合輪船啟航時間加開往返一班[13]:27。
- 明治三十二年（1899年）7月20日於基隆~七肚間設立八堵臨時車站，同時將站名改名為七堵（日语：／ Shichito ? [註 1]）[13]:27。

### 戰後

#### 分割為前、後站
- 1968年開始興建七堵調車場[5]:89。
- 1970年4月30日開始興建七堵後站[9]。
- 1971年1月24日七堵後站完工啟用[9]。
  - 2月9日北上、南下列車臨時遷至後站營運[9]。
- 1972年站內路段實施鐵路電氣化。
  - 1月7日北上列車遷回前站，前、後站業務正式分拆[9]。
  - 3月1日七堵調車場啟用。
- 1973年1月興建七堵貨櫃站。
- 1978年10月31日國道一號完工通車，造成長途旅客流失。
- 1984年增停復興號。
- 1990年6月1日升等為一等站，但前站業務以甲種簡易站型式辦理。
  - 8月1日七堵調車場與本站合併。
- 1993年11月16日增停莒光號（41次）[9]。
- 1995年前站木造站房進行翻修，失去原有的風貌。
- 1999年3月增停自強號（2003次及2009次）[9]。
- 2005年8月3日七堵調車場改建啟用。同時南下列車改經新站房，後站同時停用。同月後站站房拆除[9]。

#### 前、後站合併後
- 2007年1月21日於原後站址改建的新場站正式啟用，前站隨之廢止。同時發行1000套紀念車票[23]。
- 2008年1月31日新站第一月臺啟用。
- 2008年5月15日配合台鐵改點，本站取代松山車站成為縱貫線主要對號快車的發車和終點站。
- 2008年8月1日開放使用悠遊卡等電子票證。
- 2010年7月28日前站舊站房被基隆市文化局公告為歷史建築。
- 2013年4月26日新站西出口啟用。

## 利用狀況
根據2024年資料，本站每日旅運量約為12,489，在台鐵各站中排行第26名。
| -2000年 | -2000年   | -2000年   | -2000年   | -2000年 | -2000年 | -2000年 |
| 年      | 年間      | 年間      | 年間      | 年間    | 1日平均 | 1日平均 |
| 年      | 上車      | 下車      | 上下車    | 來源    | 上車    | 上下車  |
| ------- | --------- | --------- | --------- | ------- | ------- | ------- |
| 1975    | 1,257,156 | 1,239,628 | 2,496,784 | [ 24 ]  | 3,444   | 6,841   |
| 1976    | 1,152,608 | 1,132,966 | 2,285,574 | [ 25 ]  | 3,149   | 6,245   |
| 1977    | 1,242,954 | 1,088,549 | 2,331,503 | [ 26 ]  | 3,405   | 6,388   |
| 1978    | 無資料    | 無資料    | 無資料    | 無資料  | 無資料  | 無資料  |
| 1979    | 無資料    | 無資料    | 無資料    | 無資料  | 無資料  | 無資料  |
| 1980    | 1,131,659 | 1,101,732 | 2,233,391 | [ 27 ]  | 3,092   | 6,102   |
| 1981    | 1,095,524 | 1,031,440 | 2,126,964 | [ 28 ]  | 3,001   | 5,827   |
| 1982    | 1,062,553 | 998,347   | 2,060,900 | [ 29 ]  | 2,911   | 5,646   |
| 1983    | 933,263   | 865,383   | 1,798,646 | [ 30 ]  | 2,557   | 4,928   |
| 1984    | 859,965   | 803,495   | 1,663,460 | [ 31 ]  | 2,350   | 4,545   |
| 1985    | 817,075   | 822,886   | 1,639,961 | [ 32 ]  | 2,239   | 4,493   |
| 1986    | 698,066   | 769,588   | 1,467,654 | [ 33 ]  | 1,913   | 4,021   |
| 1987    | 777,538   | 776,351   | 1,553,889 | [ 34 ]  | 2,130   | 4,257   |
| 1988    | 821,866   | 790,081   | 1,611,947 | [ 35 ]  | 2,246   | 4,404   |
| 1989    | 808,619   | 726,032   | 1,534,651 | [ 36 ]  | 2,215   | 4,205   |
| 1990    | 838,913   | 742,817   | 1,581,730 | [ 37 ]  | 2,298   | 4,334   |
| 1991    | 961,343   | 756,372   | 1,717,715 | [ 38 ]  | 2,634   | 4,706   |
| 1992    | 1,040,882 | 792,928   | 1,833,810 | [ 39 ]  | 2,844   | 5,010   |
| 1993    | 1,172,469 | 849,962   | 2,022,431 | [ 40 ]  | 3,212   | 5,541   |
| 1994    | 1,229,129 | 831,451   | 2,060,580 | [ 41 ]  | 3,367   | 5,645   |
| 1995    | 1,169,279 | 802,829   | 1,972,108 | [ 42 ]  | 3,204   | 5,403   |
| 1996    | 1,189,244 | 1,241,261 | 2,430,505 | [ 43 ]  | 3,249   | 6,641   |
| 1997    | 1,199,938 | 811,834   | 2,011,772 | [ 44 ]  | 3,288   | 5,512   |
| 1998    | 1,156,160 | 772,186   | 1,928,346 | [ 45 ]  | 3,168   | 5,283   |
| 1999    | 1,156,173 | 809,263   | 1,965,436 | [ 46 ]  | 3,168   | 5,385   |
| 2000    | 1,078,402 | 1,109,237 | 2,187,639 | [ 47 ]  | 2,946   | 5,977   |

| 2001年- | 2001年-   | 2001年-   | 2001年-   | 2001年- | 2001年- | 2001年- |
| 年      | 年間      | 年間      | 年間      | 年間    | 1日平均 | 1日平均 |
| 年      | 上車      | 下車      | 上下車    | 來源    | 上車    | 上下車  |
| ------- | --------- | --------- | --------- | ------- | ------- | ------- |
| 2001    | 967,200   | 1,038,951 | 2,006,151 | [ 49 ]  | 2,740   | 5,683   |
| 2002    | 882,201   | 962,921   | 1,845,122 | [ 50 ]  | 2,417   | 5,055   |
| 2003    | 840,193   | 830,266   | 1,670,459 | [ 51 ]  | 2,302   | 4,577   |
| 2004    | 831,979   | 823,254   | 1,655,233 | [ 52 ]  | 2,273   | 4,522   |
| 2005    | 904,082   | 847,221   | 1,751,303 | [ 53 ]  | 2,477   | 4,798   |
| 2006    | 1,057,500 | 956,416   | 2,013,916 | [ 54 ]  | 2,897   | 5,518   |
| 2007    | 1,296,015 | 1,298,297 | 2,594,312 | [ 54 ]  | 3,551   | 7,108   |
| 2008    | 1,449,139 | 1,506,878 | 2,956,017 | [ 54 ]  | 3,959   | 8,077   |
| 2009    | 1,643,560 | 1,655,907 | 3,299,467 | [ 54 ]  | 4,503   | 9,040   |
| 2010    | 1,716,821 | 1,775,178 | 3,491,999 | [ 55 ]  | 4,704   | 9,567   |
| 2011    | 1,867,594 | 1,922,822 | 3,790,416 | [ 56 ]  | 5,117   | 10,385  |
| 2012    | 1,955,887 | 2,015,178 | 3,971,065 | [ 57 ]  | 5,344   | 10,850  |
| 2013    | 2,051,039 | 2,108,165 | 4,159,204 | [ 58 ]  | 5,619   | 11,395  |
| 2014    | 2,142,869 | 2,226,491 | 4,369,360 | [ 59 ]  | 5,871   | 11,971  |
| 2015    | 2,136,276 | 2,208,497 | 4,344,773 | [ 60 ]  | 5,853   | 11,903  |
| 2016    | 2,118,246 | 2,144,100 | 4,262,346 | [ 61 ]  | 5,788   | 11,646  |
| 2017    | 2,153,063 | 2,180,113 | 4,333,176 | [ 62 ]  | 5,899   | 11,872  |
| 2018    | 2,117,063 | 2,140,268 | 4,257,331 | [ 63 ]  | 5,800   | 11,664  |
| 2019    | 2,160,890 | 2,218,342 | 4,379,232 | [ 64 ]  | 5,920   | 11,998  |
| 2020    | 2,000,776 | 2,032,895 | 4,033,671 | [ 65 ]  | 5,467   | 11,021  |
| 2021    | 1,599,256 | 1,606,827 | 3,206,083 | [ 66 ]  | 4,382   | 8,784   |
| 2022    | 1,741,536 | 1,752,738 | 3,494,274 | [ 67 ]  | 4,771   | 9,573   |
| 2023    | 2,102,958 | 2,102,273 | 4,205,231 | [ 68 ]  | 5,762   | 11,521  |
| 2024    | 2,283,407 | 2,287,588 | 4,570,995 | [ 69 ]  | 6,239   | 12,489  |

## 相片集錦

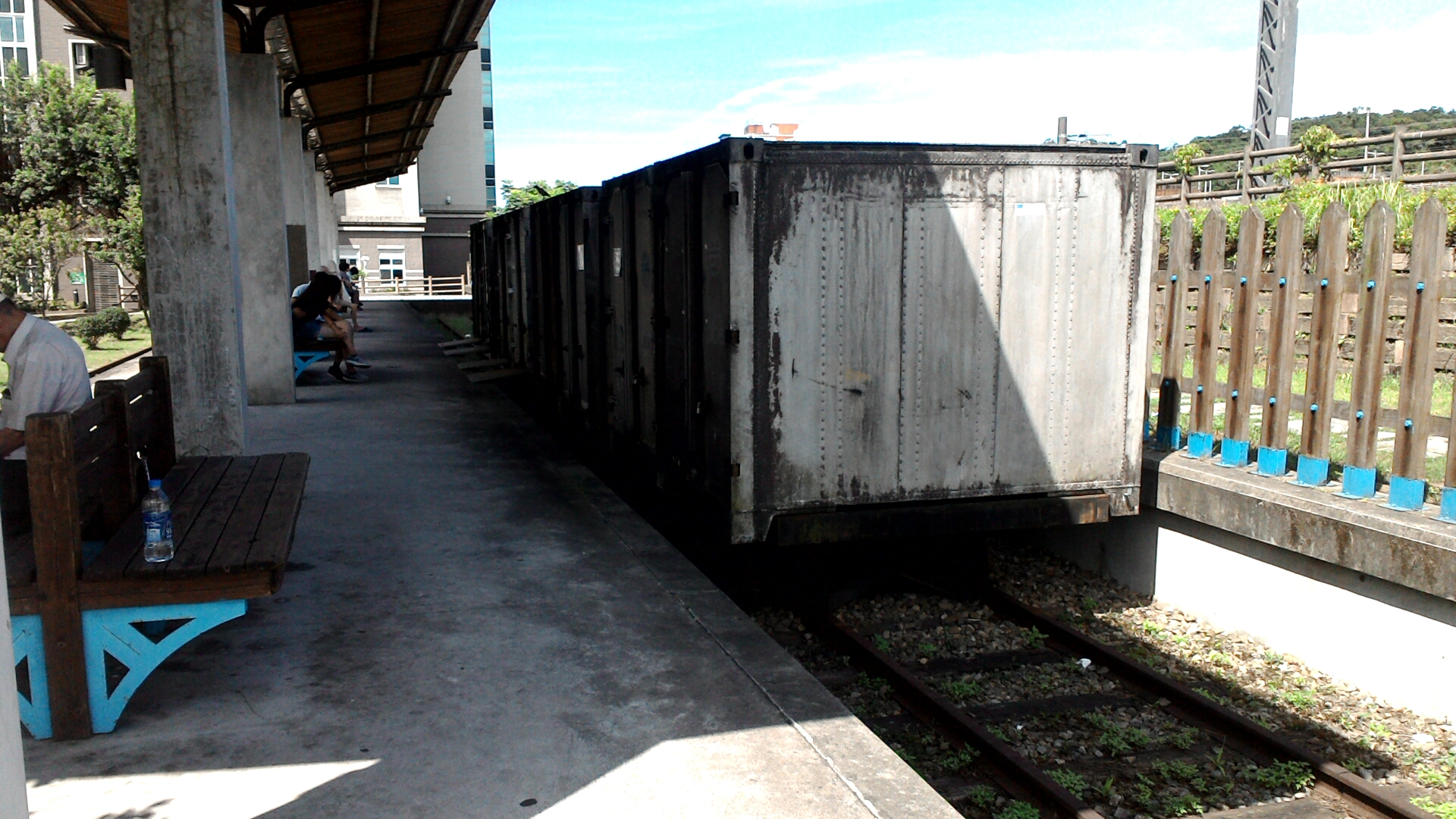
舊站房月台旁停放的小型貨櫃車
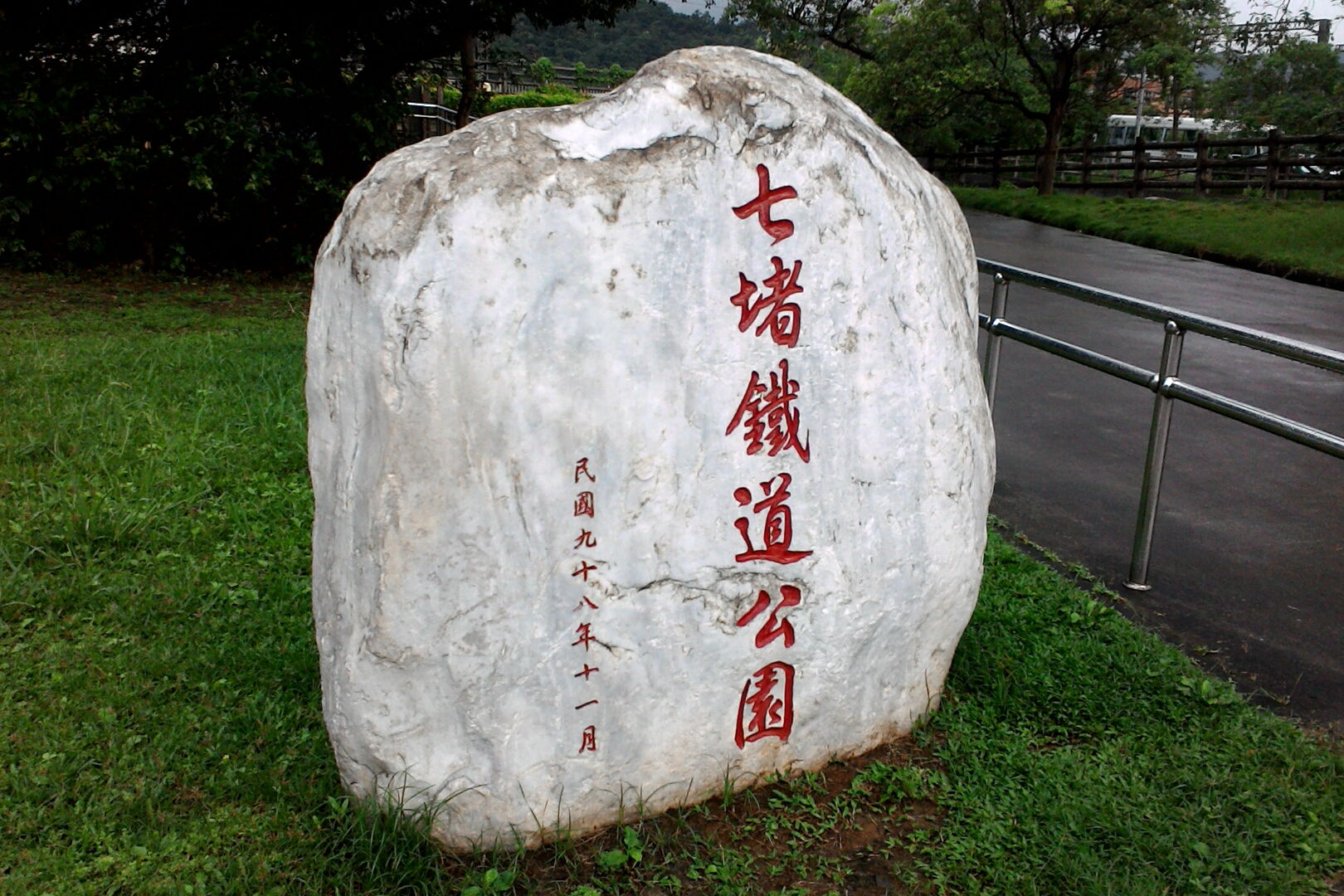
鐵道公園石碑
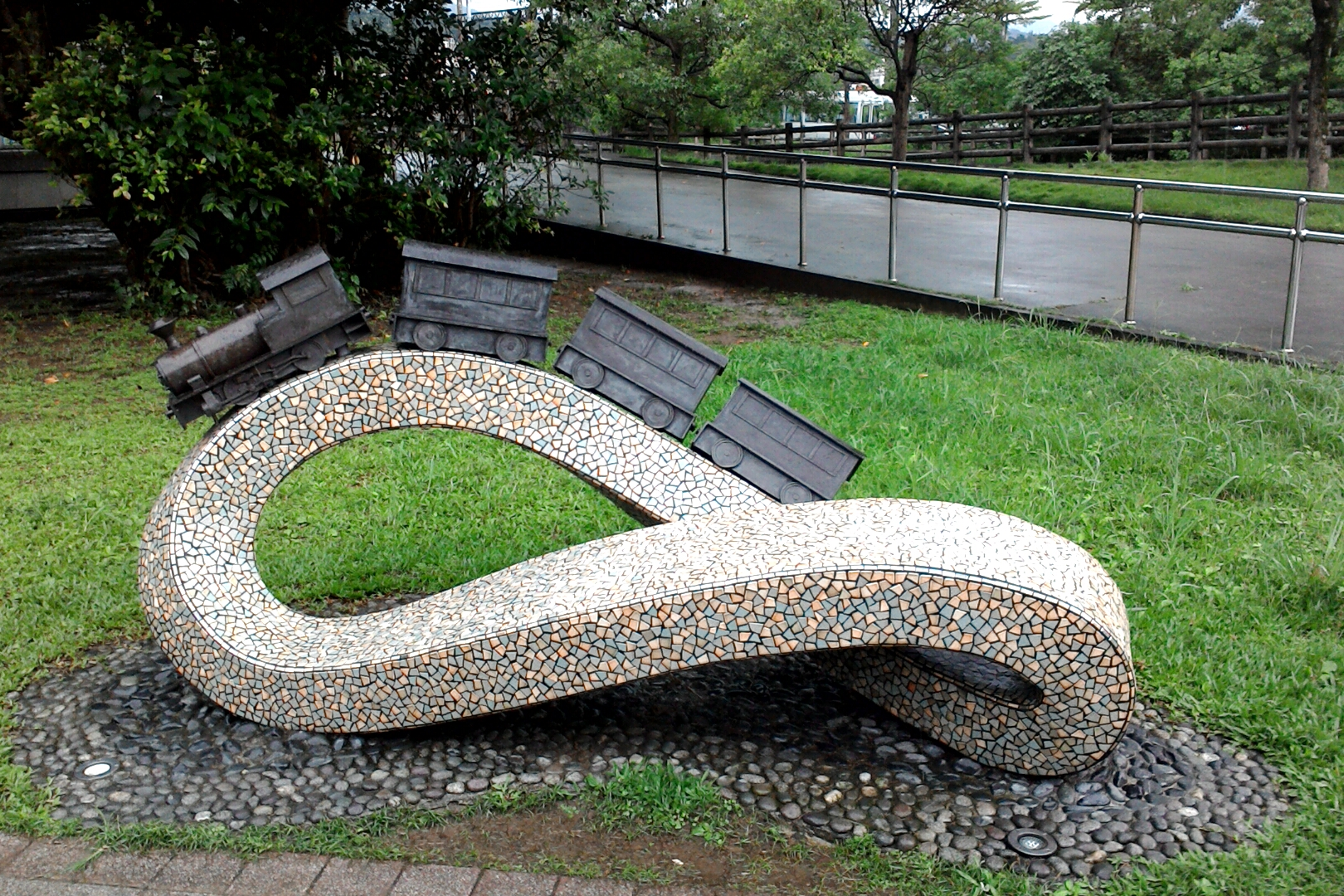
鐵道公園內火車造景
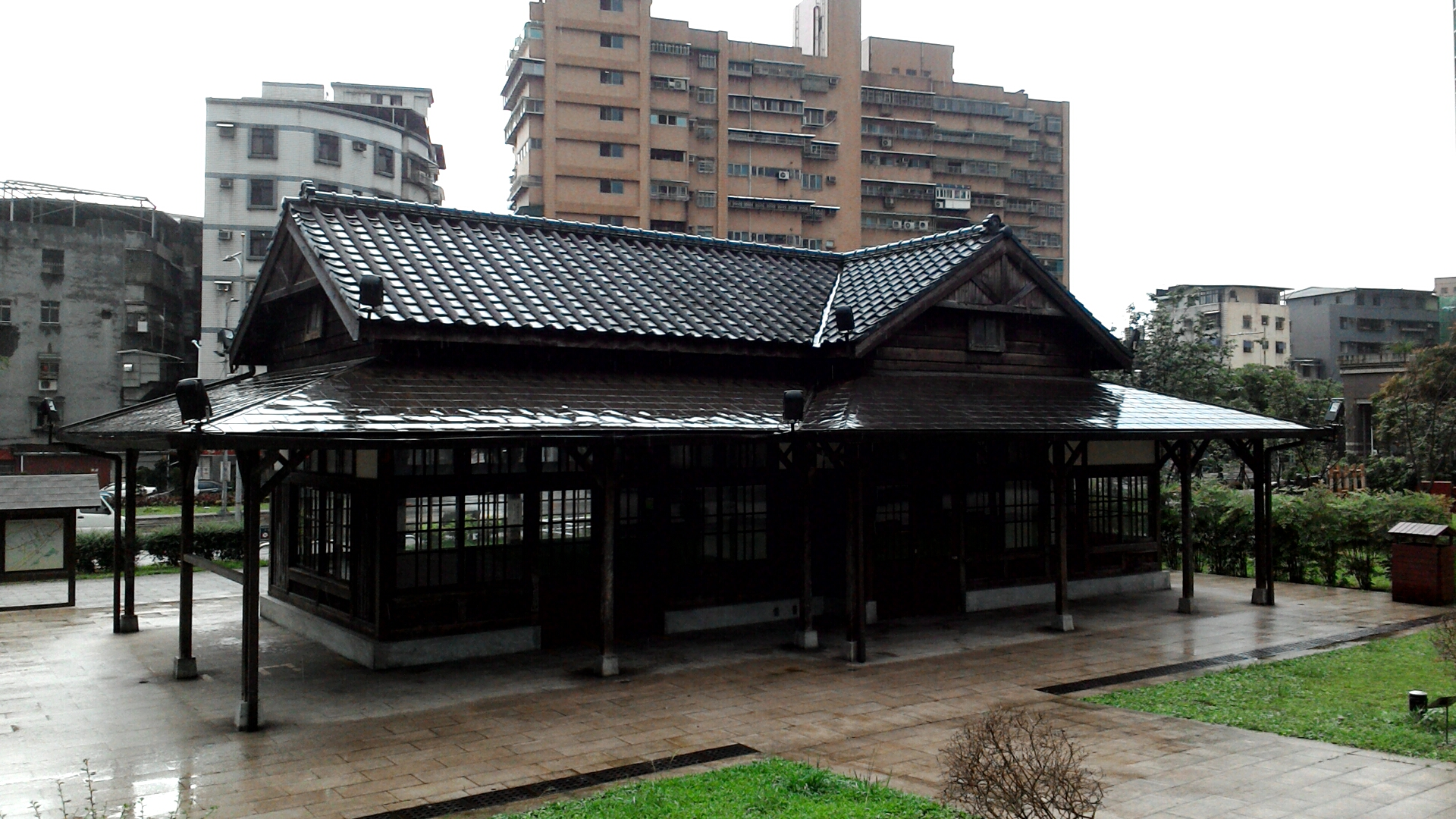
雨中的舊站房背面
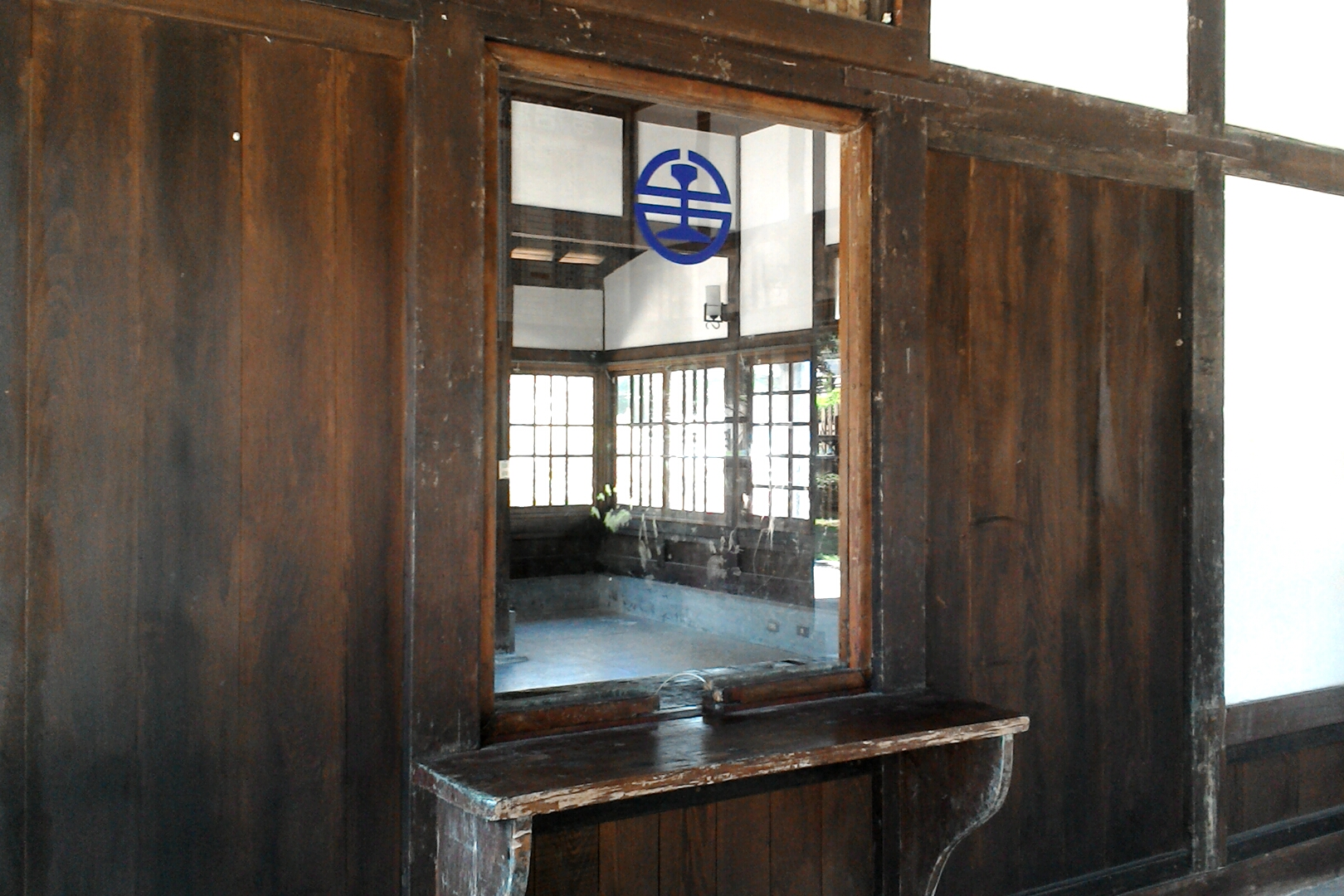
舊站房售票口

## 附註
1. 1 2 3  此為日治時期假名引自：鐵道省. . 國立國會圖書館. 1937年12月: 頁518  [2021-06-26]. （原始内容存档于2021-11-07）.（日語）；站名英譯引自：. 中央研究院人文社會科學研究中心地理資訊科學研究專題中心.   [2021-06-26]. （原始内容存档于2019-06-30）.
2. ↑  或稱「劉銘傳鐵路」，但其實與現今基隆至新竹段的縱貫鐵路重疊的部分不多。[4]:18
3. ↑  見七堵前站門牌。
4. 1 2  見七堵鐵道公園解說牌。
5. ↑  日治時期的車站建築可分為四種形式。樣式建築（Mannerism）即新古典主義建築，出現於1900年~1920年間。仍保存尖塔（英语：spire）、拱窗與柱式裝飾[14]:132。建材以磚木結構為主[15]:176
6. ↑  入母屋造頂自中國歇山頂發展而來，是日式建築建築常用的屋頂形式。由一條正脊，四條垂脊，四條斜脊構成[17]:151，在屋頂左右兩端的山牆處形成梯形的屋簷。
7. ↑  後站站房剛啟用時係於一樓售票，二樓則為候車室與剪票口。[9]
8. ↑  根據2001年報紙，09/16-09/27因颱風納莉停駛，9/28復駛[48]。

## 外部連結
- 國營臺灣鐵路股份有限公司 – 七堵車站 （页面存档备份，存于）
- 七堵火車(前)站——文化部文化資產局（页面存档备份，存于）